# Демофонт (опера Березовского)

Фрагмент арии Тиманта «Misero pargoletto» из оперы «Демофонт», рукопись М. Березовского

Демофонт (итал. Demofoonte) — опера Максима Березовского, написанная им в 1773 году в завершение учебной поездки в Италию. Первая опера, сочинённая композитором.
Либретто оперы, на мелодраматически расцвеченный античный сюжет о царе Демофонте Фракийском, было создано Пьетро Метастазио в 1733 году для композитора Антонио Кальдара и послужило основой для одноимённых опер более чем 70 авторов, в том числе К. В. Глюка (1742), Никколо Йоммелли (1743), Бальдассаре Галуппи (1749), Никколо Пиччини (1761), Йозефа Мысливечека (1769), Джузеппе Сарти (1771).
Березовский сочинил оперу для карнавала в Ливорно — городе, где стоял в это время русский флот. Существует предположение, что и заказчиком оперы выступил граф Алексей Орлов — по мнению биографа композитора М. Рыцаревой, правдоподобное, но не документированное. Опера была поставлена в феврале 1773 года; согласно обнаруженной в итальянских архивах Р. А. Мозером афише, партии в постановке исполняли певцы Джакомо Верди, Франческо Порри, Джузеппе Аффери и Винченцо Николини, певицы Камилла Маттеи и Катерина Спиги. Местная газета Notizie del mondo в номере от 27 февраля упомянула об опере Березовского с положительным отзывом.
Партитура «Демофонта» не обнаружена. Известны четыре сохранившиеся арии: две арии Демофонта, «Per lei fra l’armi» и «Mentre il cor con meste voci», и две арии Тиманта, «Prudente mi chiedi» (из второго действия) и «Misero pargoletto» (из третьего действия). Сергей Лифарь сообщает в своих мемуарах, что в 1922 г., по словам Сергея Прокофьева, Сергей Дягилев думал о постановке оперы, однако достоверных сведений о том, что Дягилев располагал нотами, нет.
Две арии из «Демофонта» записал камерный оркестр Pratum Integrum, солистка — Галина Кныш (сопрано).